# Piñuécar-Gandullas
Piñuécar-Gandullas est une commune de la communauté de Madrid, en Espagne.